# چیمانگه
چیمانگه (به لهستانی:  Cimanie) یک روستا در لهستان است که در گمینا کوژنگتسا واقع شده‌است.